# Tratado Chile-España de 1883
El Tratado Chile-España de 1883 fue firmado el 12 de junio de ese año en Lima, durante la ocupación chilena de dicha ciudad del Perú. Los representantes fueron, Jovino Novoa por Chile, y Enrique Vallés por España en Lima para poner fin al estado de guerra entre ambas naciones vigente desde la guerra hispano-sudamericana (1864-1866).
En 1867 España y Chile habían llegado a un acuerdo preliminar para recibir los barcos de guerra embargados por las leyes de neutralidad británicas lo que causó el incidente diplomático entre Perú y Chile en 1868.
En 1871 se había firmado en Washington, D. C. un armisticio entre España y los aliados Perú y Chile. Posteriormente, al comienzo de la guerra del Pacífico, España firmó el Tratado de París (14 de agosto de 1879) con Perú y el Tratado de París (21 de agosto de 1879) con Bolivia con los que se puso fin al estado de guerra.
En 1881 el gobierno chileno permitió el arribo de mercantes españoles a sus puertos en reconocimiento de la protección brindada por comerciantes españoles a las víctimas chilenas del combate naval de Iquique.
El tratado contiene cinco artículos que dictan la paz, derogan el armisticio de 1871, ordenan comunicárselo al presidente de los Estados Unidos y ordenan canjear las ratificaciones en el plazo de un año. Domingo Santa María lo puso en vigencia en Chile el 21 de mayo de 1884.